# Vereto
Vereto è un'antica città messapica situata a poca distanza dal comune di Patù in provincia di Lecce. Situata sull'omonima collina, fu un importante centro per il commercio, sia con la Grecia che con la Magna Grecia. Divenne municipio romano e poi fu rasa al suolo nel IX secolo ad opera dei Saraceni. Di tale centro, rimangono alcune testimonianze monumentali. 
Tutti gli studiosi concordano che il sito occupato attualmente dalla chiesetta della Madonna di Vereto, fosse il centro, l'acropoli, sia della Vereto messapica, che quello della città in epoca romana e medievale. Dalle sue rovine ebbe origine Patù. 